# 中部デンカリア地区
中部デンカリア地区（ちゅうぶデンカリアちく、英語: Central Denkalia District）はエリトリアの行政区画。

## 概要
中央デンカリア地区は、エリトリアの第2級行政区画。デブバウィ・ケイバハリ地方に属する。行政府所在地は紅海沿岸の都市イディ。アレエタ地区と北側で、南デンカリア地区と南側で区境を接している。また、西南にエチオピアとの国境を有している。

## 中部デンカリア地区の都市・集落
- イディ - 行政府所在地
- シェブルル
- アバチェリ